# چشم‌برهنه رخ‌سفید
چشم‌برهنه رخ‌سفید یا چشم‌برهنه رخ‌پریده (نام علمی: Phlegopsis borbae)، که گاهی به عنوان مورچه‌مرغ رخ‌پریده شناخته می‌شود، گونه‌ای از پرندگان در زیرتیرهٔ Thamnophilinae از تیرهٔ مورچه‌مرغان (Thamnophilidae) «نمادین» و بومی برزیل است.